# Список ботаников-систематиков/Y

Список начинающихся на букву Y обозначений имён ботаников, которые используются при цитировании научных (латинских) биноминальных названий растений.
Международный кодекс ботанической номенклатуры (МКБН) рекомендует в публикациях на ботанические темы, особенно если они касаются таксономии и номенклатуры, указывать авторов названий таксонов. Указание авторов названий таксонов следует выполнять в соответствии с правилами и советами, приведёнными в МКБН. В частности, в МКБН дана рекомендация использовать при цитировании авторов таксонов опубликованную в 1992 году книгу Браммита и Пауэлл Authors of plant names с уточнениями и дополнениями, соответствующими сведениям из баз данных International Plant Names Index и Index Fungorum.
Список обозначений содержит:
- стандартную форму обозначения,
- имя на русском языке (если известно),
- имя на родном языке персоны (или на английском),
- год рождения или годы жизни; в некоторых случаях дан год первой публикации (пометка fl.), в которой использовано данное обозначение.

## Список
- Y.B.Peng — Yin Bin Peng, 1922—
- Y.B.Suh — Young Bae Suh, 1956—
- Y.F.Yu — Yong Fu Yu, 1967—
- Y.Itô — Yoshi Itô, 1907—1992[1]
- Y.L.Chen — Yi Ling Chen, 1930—
- Y.Ling — Ling Yong, 1903—1981
- Y.P.Hsu — Ying Peng (Ben) Hsu, 1933—
- Y.S.Kim — Yun Shik Kim, 1934—
- Y.Schouten — Y. Schouten, fl. 1985
- Y.Yabe — Yoshitaka Yabe, 1876—1931[2]
- Y.Z.Sun — Yon Zai Sun, 1898-1964
- Yakovlev — Яковлев, Геннадий Павлович (1938—)
- Jakubz. — Якубцинер, Моисей Маркович (1898—1970?)
- Yamam. — Yoshimatsu Yamamoto, 1893—1947[3]
- Yanagita — Yoshizo Yanagita, 1872—1945
- Yatabe — Ryôkichi (Ruôkichi) Yatabe, 1851—1899

### Комментарии
1. ↑  Вариант обозначения: Y.Ito
2. ↑  Вариант обозначения: Yabe
3. ↑  Вариант обозначения: Yamamoto